# 鎮西村 (福岡県)
鎮西村（ちんぜいむら）は、福岡県の中央部にあった村で、嘉穂郡に属していた。
1963年4月1日、飯塚市・幸袋町・二瀬町とともに合併して飯塚市となり、自治体としては消滅した。
村名は往時の呼称「鎮西郷」にちなむ。現在は飯塚市立鎮西中学校等に名をとどめる。

## 地理
福岡県の中央部に位置し、現在の飯塚市の西端部にあたる地域を村域としており、筑豊を構成する自治体の一つであった。村域東部は筑豊平野の西端部にあたる場所で、村の中心市街地があった。村域西部は筑豊と福岡都市圏を分かつ山地となっている。

## 歴史
- 1889年4月1日 - 町村制施行により、大日寺村、花瀬村、潤野村、明星寺村、八木山村、蓮台寺村、建花寺村が合併し穂波郡鎮西村として発足。
- 1896年4月1日 - 郡制施行により、嘉穂郡に属する。
- 1963年4月1日 - 飯塚市、幸袋町、二瀬町と合併して飯塚市となり消滅。

## 行政
旧村役場は現在、飯塚市役所鎮西支所として業務を行っている。

## 産業
日鉄二瀬炭鉱をはじめとする石炭産業が村の主幹産業であった。

## 地域

### 教育

#### 中学校
- 鎮西村立鎮西中学校

#### 小学校
- 鎮西村立蓮台寺小学校
- 鎮西村立潤野小学校
- 鎮西村立八木山小学校

## 交通

### 道路
- 国道201号
- 福岡県道100号大日寺潤野飯塚線